# طارق شاه
طارق شاه (بالإنجليزية: Tarik Shah)‏ هو عازف جاز أمريكي، ولد في 24 يناير 1963 في نيويورك في الولايات المتحدة.

## وصلات خارجية
- طارق شاه على موقع ميوزك برينز (الإنجليزية)
- طارق شاه على موقع أول ميوزيك (الإنجليزية)
- طارق شاه على موقع ديسكوغز (الإنجليزية)